# Dihidropiridin
Dihidropiridin je molekul baziran na piridinu. On je osnova klase molekula koji su semi-zasićeni pri čemu dva supstituenta zamenjuju jednu dvostruku vezu. Oni su posebno dobro poznati u farmakologiji kao blokeri L-tipa kalcijum kanala.

## Spoljašnje veze
- Dihydropyridines на 